# Чирково (Сергиево-Посадский район)
Чирково — деревня в Сергиево-Посадском районе Московской области, в составе муниципального образования Сельское поселение Шеметовское (до 29 ноября 2006 года входила в состав Кузьминского сельского округа).

## Население
| 2002 | 2006 | 2010 |
| ---- | ---- | ---- |
| 13   | ↘8   | ↗24  |

## География
Чирково расположено примерно в 32 км (по шоссе) на север от Сергиева Посада, на безымянном ручье бассейна реки Кубжи (левый приток реки Дубны), высота центра деревни над уровнем моря — 154 м. Деревня связана автобусным сообщением с райцентром и соседними населёнными пунктами.